# III Парфянский легион
III Парфянский легион (лат. Legio III Parthica) — римский легион эпохи империи.
Был сформирован в правление императора Септимия Севера и размещён в Месопотамии, где и находился в течение следующих столетий. Принимал участие во многих конфликтах на восточной границе.
Последние упоминания о легионе относятся к началу V века. Эмблемой III Парфянского легиона является кентавр.

## История легиона
Можно утверждать, что III Парфянский легион является наименее известным из всех легионов времен принципата. Абсолютно точно известно, что он был сформирован в 197 году по приказу императора Септимия Севера одновременно с двумя другими легионами, носившими такое же прозвище — I и II Парфянскими. Возможно, в состав легионов вошли остатки армии узурпатора Песценния Нигера. Септимию Северу очень были необходимы новые подразделения для кампании против Парфянского царства. Экспедиция была очень успешной и завершилась взятием парфянской столицы Ктесифона. Согласно сообщению римского историка Диона Кассия, I и III Парфянский легионы остались в качестве гарнизона на только что завоеванных территориях, которые были организованы в провинцию Месопотамия. II Парфянский легион был переведен в Альбан близ Рима, где он служил в качестве стратегического резерва империи.
Месопотамия была необычной провинцией по причине того, что её наместником являлся префект, происходивший из всаднического сословия, а не сенатор. Соответственно, легат III Парфянского легиона был не сенатором, а всадником.
III Парфянский легион дислоцировался в крепости под названием Ресаена (иногда предполагается, что легион находился в Нисибисе) на Верхнем Хаборе. Археологические раскопки, которые могли бы предоставить более подробную информацию об истории легиона, проводить проблематично, поскольку регион находится в военной зоне между Сирией и Турцией. Однако, были найдены отдельные монеты с легендой «LE III PS» (лат. Legio III Partica Severiana — III Парфянский Северов легион).
Находясь в Ресаене, III Парфянский легион контролировал дорогу между бывшими арабскими княжествами Эдессы и Нисибиса, а также оборонял империю от парфян и (после падения их царства) Сасанидов. Ресаена располагалась далеко позади фактической границы. Возможно, уже Септимий Север начал экспериментировать с глубокоэшелонированной системой обороны, создание которой началось при Галлиене после 260 года и доведено до совершенства при Константине I Великом.
III Парфянский легион, несомненно, принимал участие в многочисленных конфликтах на восточной границе в III веке. Так, он входил в состав римской армии во время парфянского похода Каракаллы и Макрина, а также был задействован Александром Севером в окончившейся ничьей кампании против Сасанидов. Сасаниды вторглись в Месопотамию в 230-х годах, но император смог восстановить порядок и провел контрнаступление, понеся, однако большие потери. На монетах из Сидона, отчеканенных при Гелиогабале, и на монетах из Ресаены, относящихся к правлению Александра Севера, упоминается III Парфянский легион. При Александре Севере легион получил почётный титул «Северов».
Скорее всего, легион принимал участие в персидском походе Гордиана III и сражении при Ресаене.
Монеты, имеющие легенду «L III PIA», могут относиться к этой победе. Также они показывают, что III Парфянский легион получил титул «Pia» — «благочестивый». Согласно некоторым предположениям, подобные монеты чеканились в правление Деция Траяна, который, однако, не проводил кампании на востоке. На основе упомянутых выше монет из Сидона, можно сделать вывод, что ветеранов легиона поселили в этом городе.
В 256 году персидский царь Шапур I напал на Римское государство и захватил много городов. Когда римский император Валериан попытался восстановить порядок и вторгся в Месопотамию, он был побежден и взят в плен. Однако пальмирский царь Оденат сумел отстоять восточные провинции. При Диоклетиане, в результате похода его соправителя Галерия, персы потерпели поражение и им пришлось отказаться от претензий на территории в северной Месопотамии. III Парфянский легион, должно быть, сыграл свою роль во время этих кампаний, но у нас нет почти никакой информации об этом. Существует одна золотая монета, найденная в римском театре в Араузионе, которая была отчеканена галльским императором Викторином в 271 году. На ней содержится легенда «LEG III PARTHICA». Это указывает на возможность участия отдельных подразделений легиона в каких-то действиях на Западе, однако это маловероятно. При Диоклетиане легион был передислоцирован в Ападну в Осроене неподалёку от места слияния рек Хабора и Евфрата.
Хотя в принципе нет ничего необычного, что подразделения легиона были отправлены в другие части империи. Существует упоминание о солдате III Парфянского легиона (возможно, I Парфянского), который похоронил своего сына в Киликии. Другой солдат, похороненный в Исаврии, неспокойном регионе, возможно, был убит в бою.
В начале V века III Парфянский легион последний раз упоминается в источниках. Согласно Notitia Dignitatum, он все ещё находился в Ападне под командованием дукса Осроэны.